# Oliver Horn
Oliver Horn   (Saint Louis, 22 de juny de 1901 - Grosse Ile Township, 10 d'octubre de 1960) va ser un waterpolista estatunidenc que va competir durant la dècada de 1920.
El 1924 va prendre part en els Jocs Olímpics de París, on va disputar la competició de waterpolo, en què guanyà la medalla de bronze.
Guanyà el campionat indoor de waterpolo l'AAU el 1924, 1927 i 1930.